# Typhlonectes
Typhlonectes é um género de anfíbios da família Typhlonectidae. Está distribuína no norte da América do Sul.

## Espécies
As seguintes espécies são reconhecidas:
- Typhlonectes compressicauda (Duméril & Bibron, 1841)
- Typhlonectes natans (Fischer, 1880)